# جوایز کمدی بریتانیا
جوایز کمدی بریتانیا (انگلیسی: British Comedy Awards) یک جایزه سالانه در بریتانیا میان سال‌های ۱۹۹۰ تا ۲۰۱۴ بود که در آن کمدین‌ها و نقش‌آفرینی‌های سرگرمی سال گذشته را می‌ستودند.

## برندگان

### ۲۰۱۳
- بهترین بازیگر زن کمدی تلویزیون: میراندا هارت
- بهترین بازیگر مرد کمدی تلویزیون: جک وایتهال
- بهترین زن خنده‌دار تلویزیون: نینا کونتی
- بهترین مرد خنده‌دار تلویزیون: لی مک
- بهترین شخصیت سرگرمی کمدی: آلن کار (بازیگر)
- بهترین هنرمند پیشرفت‌دهنده کمدی: ادم هيلز
- بهترین کمدی موقعیت: Getting On (British TV series)
- بهترین برنامه سرگرمی کمدی: برنامه گراهام نورتون
- بهترین برنامه کمدی پنلی: آیا من به شما دروغ می گویم؟
- بهترین برنامه کمدی جدید: Plebs (TV series)
- بهترین نمایش کوتاه کمدی: Harry & Paul
- پادشاه کمدی: جک وایتهال
- جایزه انجمن نویسندگان بریتانیای کبیر: پل وایتهاوس
- جایزه دستاورد ممتاز آکادمی کمدی بریتانیا: استیو کوگان
- دستاورد بین‌المللی کمدی بریتانیا: ویل فرل

### ۲۰۱۴
- بهترین بازیگر زن کمدی تلویزیون: کاترین پارکینسون
- بهترین بازیگر مرد کمدی تلویزیون: Harry Enfield
- بهترین زن خنده‌دار تلویزیون: اشلینگ بی
- بهترین مرد خنده‌دار تلویزیون: لی مک
- بهترین شخصیت سرگرمی کمدی: گراهام نورتون
- بهترین هنرمند پیشرفت‌دهنده کمدی: Nick Helm
- بهترین فیلم کمدی: The Inbetweeners 2
- بهترین کمدی موقعیت: Moone Boy
- بهترین برنامه سرگرمی کمدی: برنامه گراهام نورتون
- بهترین برنامه کمدی پنلی: آیا من به شما دروغ می گویم؟
- بهترین برنامه کمدی جدید: Toast of London
- بهترین نمایش کوتاه کمدی: Harry and Paul's Story of the Twos
- بهترین کمدی کوتاه اینترنتی: Carpark
- بهترین برنامه کمدی بین‌المللی: خانواده امروزی
- بهترین لحظه کمدی ۲۰۱۴: Harry & Paul Story of the Two's
- پادشاه کمدی: جک وایتهال
- جایزه انجمن نویسندگان بریتانیای کبیر: Brendan O'Carroll
- جایزه دستاورد ممتاز آکادمی کمدی بریتانیا: مانتی پایتان

## جوایز کمدی ملی (بریتانیا)
جوایز کمدی ملی (بریتانیا) جشنواره جدیدی است که جایگزین جوایز کمدی بریتانیا می‌شود. این جشنواره جدید تعداد متعددی بخش دارد که تصمیم‌گیری در مورد جوایز در تمام بخش‌ها از طریق آرای عمومی انجام می‌شود. نخستین دوره جشنواره جدید در ۱۵ دسامبر ۲۰۲۱ در محل راندهاوس برگزار می‌شود. کانال ۴ (بریتانیا) این جشنواره جدید را پخش می‌کند. کانال ۴ (بریتانیا) این جشنواره را به برنامه خیریه در برابر سرطان بایستید، مرتبط کرده‌است تا هوادارن محتوای کمدی را تشویق کند که به تحقیقات در حوزه مقابله با سرطان کمک کنند.

### جوایز

#### ۲۰۲۲
| بخش                               | برنده                                                         | نامزدها |
| --------------------------------- | ------------------------------------------------------------- | --- |
| بهترین مجموعه سرگرمی کمدی         | استادکار                                                      | ۸ تا از هر ۱۰ گربه شمارش معکوس را اجرا می‌کنند Rob & Romesh Vs آیا من به شما دروغ می گویم؟                           |
| اجرای سرگرمی کمدی برجسته زن       | کاترین رایان (۸ تا از هر ۱۰ گربه شمارش معکوس را اجرا می‌کنند ) | دیزی می کوپر (استادکار) رزی جونز (خطر سفر: ماجراجویی بریتانای کبیر من) سندی تاکسویگ (کیوآی)                         |
| اجرای سرگرمی کمدی برجسته مرد      | شان لاک (۸ تا از هر ۱۰ گربه شمارش معکوس را اجرا می‌کنند)       | مو گیلیان (The Lateish Show with Mo Gilligan) مایک وزنیاک (استادکار) جیمز ایکستر (فرضی)                             |
| بهترین مجموعه کمدی با فیلمنامه    | آموزش جنسی (مجموعه تلویزیونی)                                 | ارواح میهن This Way Up                                                                                              |
| بازیگر زن کمدی برجسته             | اما مکی (آموزش جنسی (مجموعه تلویزیونی))                       | شارلوت ریچی (ارواح) آنجانا واسان (Not Going Out) اشلینگ بی (This Way Up)                                            |
| بازیگر مرد کمدی برجسته            | ایسا باترفیلد (آموزش جنسی (مجموعه تلویزیونی))                 | گرگ دیویس (The Cleaner) لی مک (Not Going Out) متیو بینتون (ارواح)                                                   |
| نقش مکمل برجسته                   | شوتی گتوا (آموزش جنسی (مجموعه تلویزیونی))                     | ایمی لو وود (آموزش جنسی (مجموعه تلویزیونی)) دایان مورگان (میهن) لالی ادفوپ (ارواح)                                  |
| بهترین نمایش استندآپ              | «SuperNature» از ریکی جرویز                                   | «There's Mo to Life» از مو گیلیان «Missus» از کاترین رایان «Bobby Dazzler» از سارا میلیکان «Like Me» از جیسون منفرد |
| بهترین پادکست کمدی                | Shagged Married Annoyed                                       | خارج از لیست با اد گمبل و جیمز آکاستر My Therapist Ghosted Me جهنم بچه‌داری راب بکت و جاش ویدیکم                     |
| جایزه پیشرفت غیرمنتظره کمدی       | مونیا چاواوا                                                  | جودی لاو جوان مکنلی رز متفیو رزی جونز                                                                               |
| جایزه نویسندگان کارولاین اهرن     | شارون هورگان                                                  | |
| جایزه دستاورد یک عمر ویکتوریا وود | بیلی کانلی                                                    | |